# Abu Mansur Mauhub al-Jawaliqi
Abu Mansur Mauhub al-Jawaliqi (1073-1145) fue un gramático árabe.
Nació en Bagdad, donde estudió filología y ganó fama trabajando de amanuense. En sus últimos años ejerció de imam del califa Moqtafi.
Su principal obra se llama Kitab al-Mu'arab, o Explicación de palabras extranjeras usadas en árabe. El texto fue editado por Eduard Sachau (Leipzig, 1867) a partir de un manuscrito incompleto. Muchas de las lagunas del libro fueron subsanadas por W. Spitta, gracias a otro manuscrito, en el Diario de la Sociedad Alemana Occidental, xxxiii. 208 sqq.
Otra obra, escrita como suplemento del Durrat ul-Ghawwas of Harm, ha sido publicada como Le Livre des locutions vicieuses, por Hartwig Derenbourg, en Morgenlandische Forschungen (Leipzig, 1875), pp. 107-166.